# Lee Kyou-hyuk
Pour les articles homonymes, voir Lee.
Lee Kyou-hyuk, né le 16 mars 1978 à Séoul, est un patineur de vitesse sud-coréen.

## Biographie
Au cours de sa carrière, il a notamment remporté quatre titres de champion du monde de sprint (2007, 2008, 2010 et 2011) et un sur 500 m en 2011 et a également participé à six éditions des Jeux olympiques d'hiver sans gagner de médaille. De plus, deux records du monde ont été battus par Lee Kyou-hyuk (1000 m et 1500 m). En 2014, il annonce publiquement la fin de sa carrière.

## Palmarès

### Championnats du monde

#### Championnats du monde de sprint
- Médaille d'or  en 2007 à Hamar.
- Médaille d'or en 2008 à Heerenveen.
- Médaille d'or en 2010 à Obihiro.
- Médaille d'or en 2011 à Heerenveen.
- Médaille d'argent en 2012 à Calgary.

#### Championnats du monde simple distance
- Médaille d'or du 500 m en 2011 à Inzell.
- Médaille d'argent du 500 m en 2008 à Nagano.
- Médaille d'argent en du 500 m 2009 à Richmond.
- Médaille de bronze en du 1000 m 2007 à Salt Lake City.

### Coupe du monde
- 14 victoires